# Ray Alexander

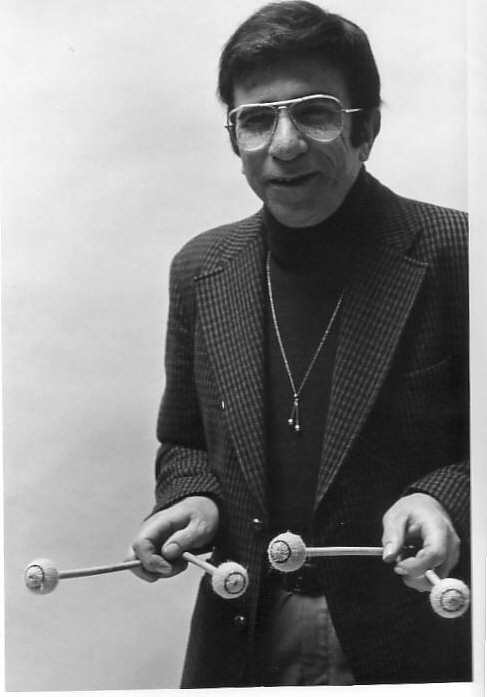
Ray Alexander

Ray Alexander (* 7. Februar 1925; † 8. Juni 2002) war ein US-amerikanischer Jazzmusiker (Vibraphon, auch Schlagzeug, Piano) des Mainstream Jazz.

## Leben und Wirken
Alexander begann seine Karriere zunächst als Schlagzeuger in den Bands von Claude Thornhill, Bobby Byrne, der Dorsey Brothers, Stan Getz, Joe Venuti, Mel Tormé, Johnny Smith und Chubby Jackson, bevor er zum Vibraphon wechselte und mit George Shearing, Charlie Barnet, Anita O’Day und Mel Lewis spielte. Ende der 1950er-Jahre begleitete er im George-Shearing-Quintet die Sängerin Peggy Lee (Beauty and the Beat!, 1959).  In den 1970er-Jahren spielte er mit eigenem Quartett (u. a. mit Mousey Alexander) in New Yorker Jazzclubs wie dem Half Note; in den 1980er-Jahren trat er mit Pepper Adams, Albert Dailey, Harvie Swartz und Ray Mosca im Club Eddie Condon's auf. 1992 nahm er in Sextettbesetzung (mit Warren Vaché, Bob Kindred, Kenny Barron, Harvie Swartz, Oliver Jackson) das Album Rain in June auf, gefolgt von Vigorous Vibes (1994). Im Bereich des Jazz war er zwischen 1959 und 1999 an elf Aufnahmesessions beteiligt, zuletzt mit Mark Capon.